# ريتشل روز
ريتشل روز هي كاتِبة وشاعرة كندية، ولدت في 20 سبتمبر 1970 في فانكوفر في كندا.